# دگ
دگ (به مجاری:  Dég) یک شهرداری در مجارستان است که در ناحیه انیینگ واقع شده‌است. دگ ۴۶٫۸۶ کیلومتر مربع مساحت و ۲٬۳۴۵ نفر جمعیت دارد.